# Alex Steinwascher
Alejandro „Alex” Steinwascher (ur. 5 września 2000 w Sterling Heights) – amerykański piłkarz występujący na pozycji napastnika, od 2024 roku zawodnik nowozelandzkiego Coastal Spirit.